# クリプテリア
クリプテリア (Krypteria)は、ドイツ出身のシンフォニックパワーメタル／ゴシックメタル・バンド。
ヘヴィメタルを基にグレゴリオ聖歌の合唱を組み合わせるなど独自のドラマティックな楽曲を演奏している。2004年より参加したリード・ボーカリストが在独韓国人二世だったことが韓国で話題になった。

## 歴史
クリス・シーモンズ(G)とS.C.クシュネルス(Ds)を中心に2001年に結成。フランク・ストゥームフォール(B)を迎えて活動開始した当初は多数のボーカリストが参加したミュージカル型のアルバムを制作するプロジェクトだった。この編成でデビュー・アルバム『クリプテリア』を発表し、2万枚を売り上げる。
その1年後に発生したインド洋大津波のためテレビ局RTLからベネフィット・ソング制作を依頼され、ジーン・チョウ(Vo)が歌って完成した曲「リベラシオ」は15万枚を売り上げてゴールド・ディスクになった。バンドはこの成功を受けて彼女を専任ボーカリストとすることを決めた。バンドの公式な歴史としてはこの年をバンドの始まりとしている。
バンド編成が固まったクリプテリアは、シンフォニックメタルの要素も取り入れたアルバム『In Medias Res』を発表。チョウの祖国である韓国でも大いに売り出され、シングル「Victoriam Speramus」はチャート1位のヒットになった。
2006年に発表した EP『Evolution Principle』を挟み、初めて英語題を付けられた『ブラッドエンジェルズ・クライ』を2007年に発表。パワー・メタル系の作風になった今作は、過去最高のヒットになっている。
2012年に活動停止。

## メンバー
- ジーン・チョウ Ji-In Cho - ボーカル/ピアノ
- クリス・シーモンズ Chris Siemons - ギター
- フランク・ストゥームフォール Frank Stumvoll - ベース
- S.C.クシュネルス S.C. Kuschnerus - ドラムス

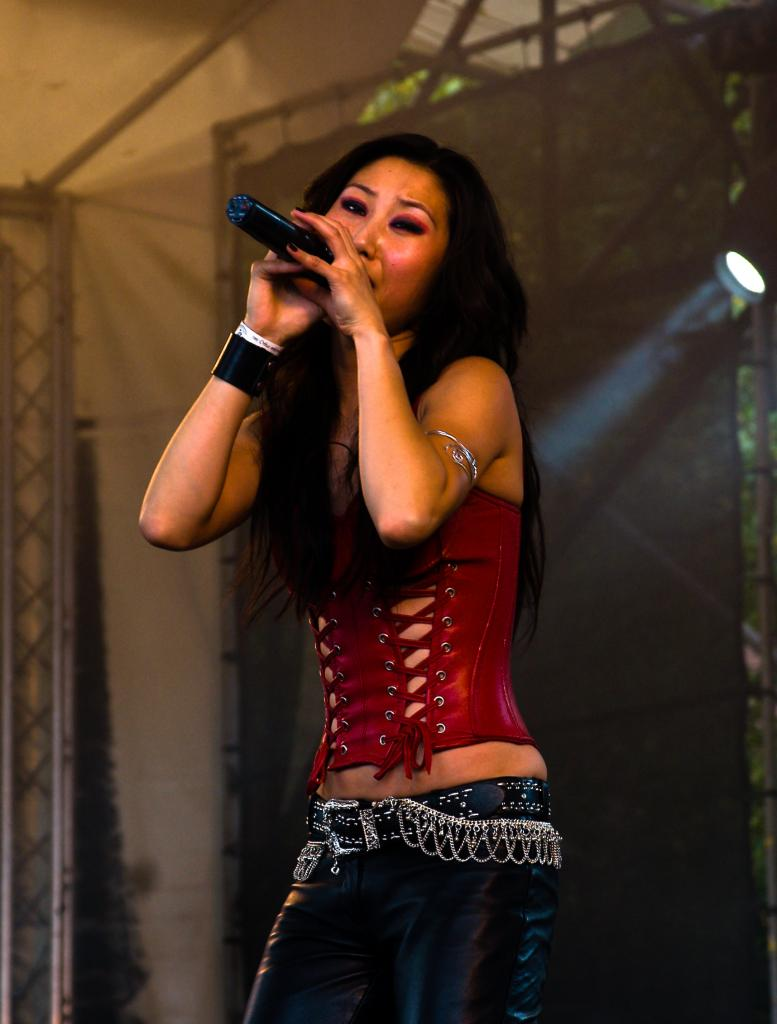
ジーン・チョウ(Vo) 2007年

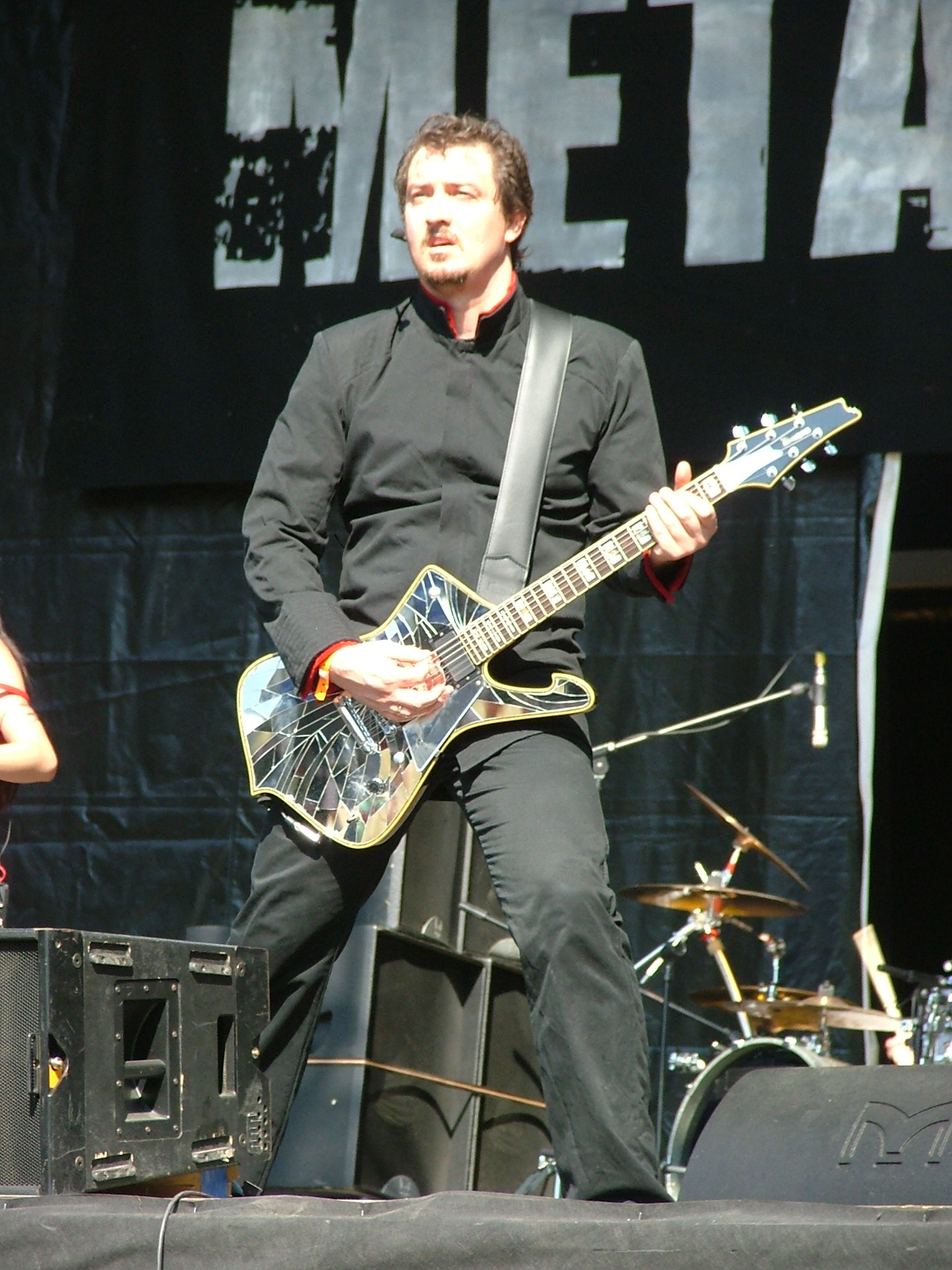
クリス・シーモンズ(G) 2007年

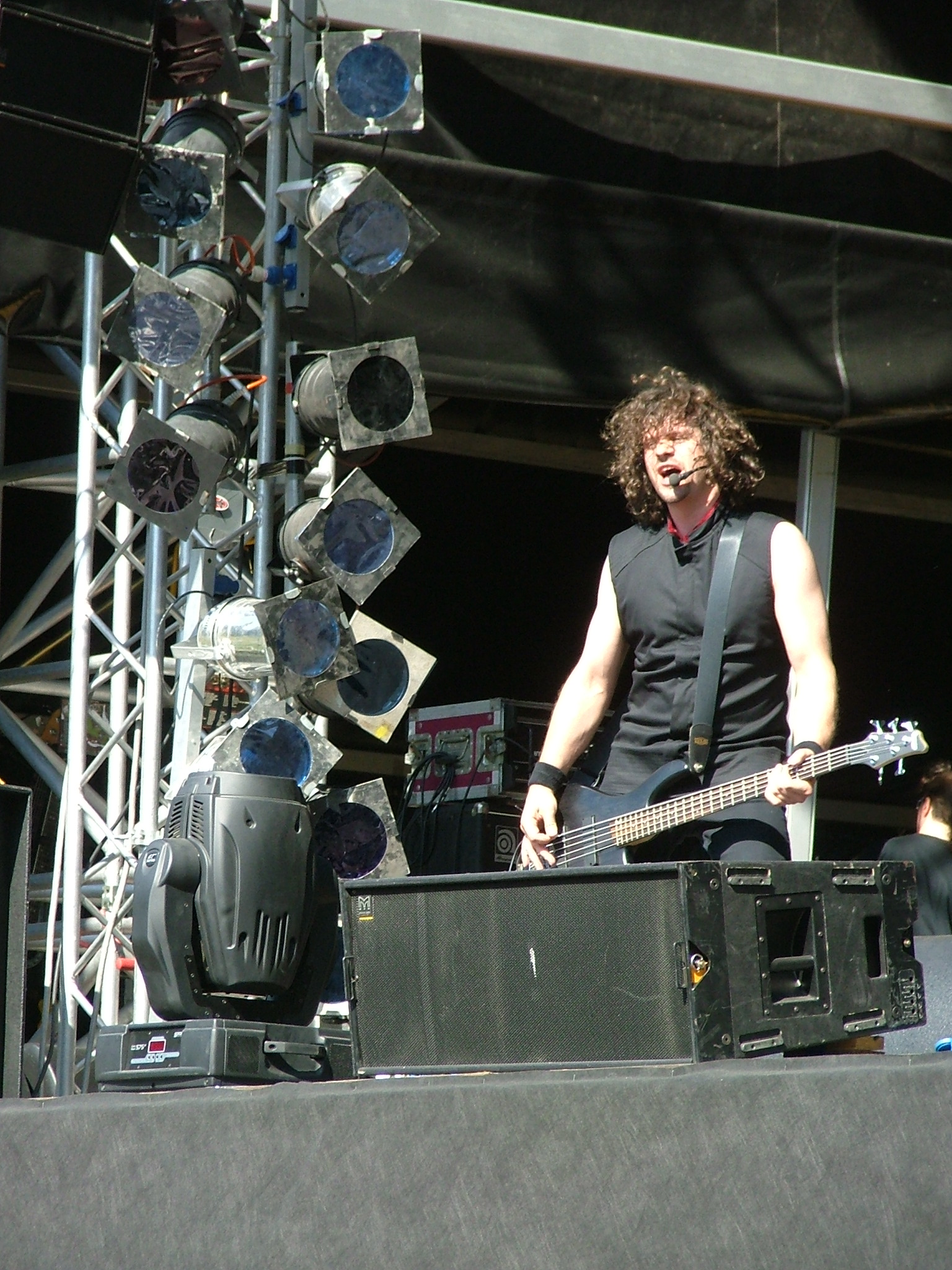
フランク・ストゥームフォール(B) 2007年

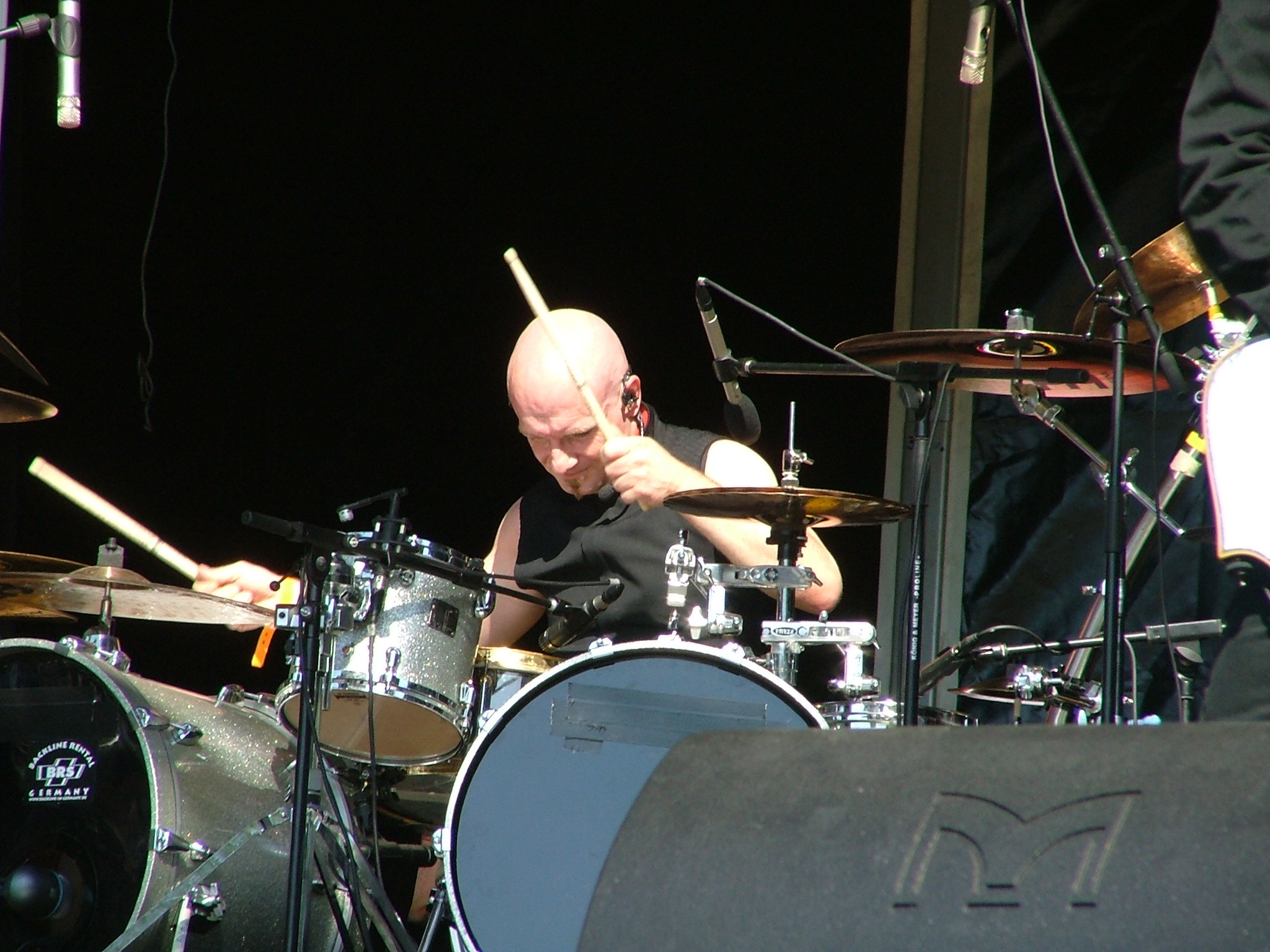
S.C.クシュネルス(Ds) 2007年

|  |  |  |  |  |

## ディスコグラフィ

### アルバム
- Krypteria (2003)
- In Medias Res (2006)
- ブラッドエンジェルズ・クライ Bloodangel's Cry (2007)
- My Fatal Kiss (2009)
- All Beauty Must Die (2011)

### EP
- Evolution Principle (2006)

### シングル
- Liberatio (2005)
- Victoriam Speramus (2005)